# Sauerstoffflasche

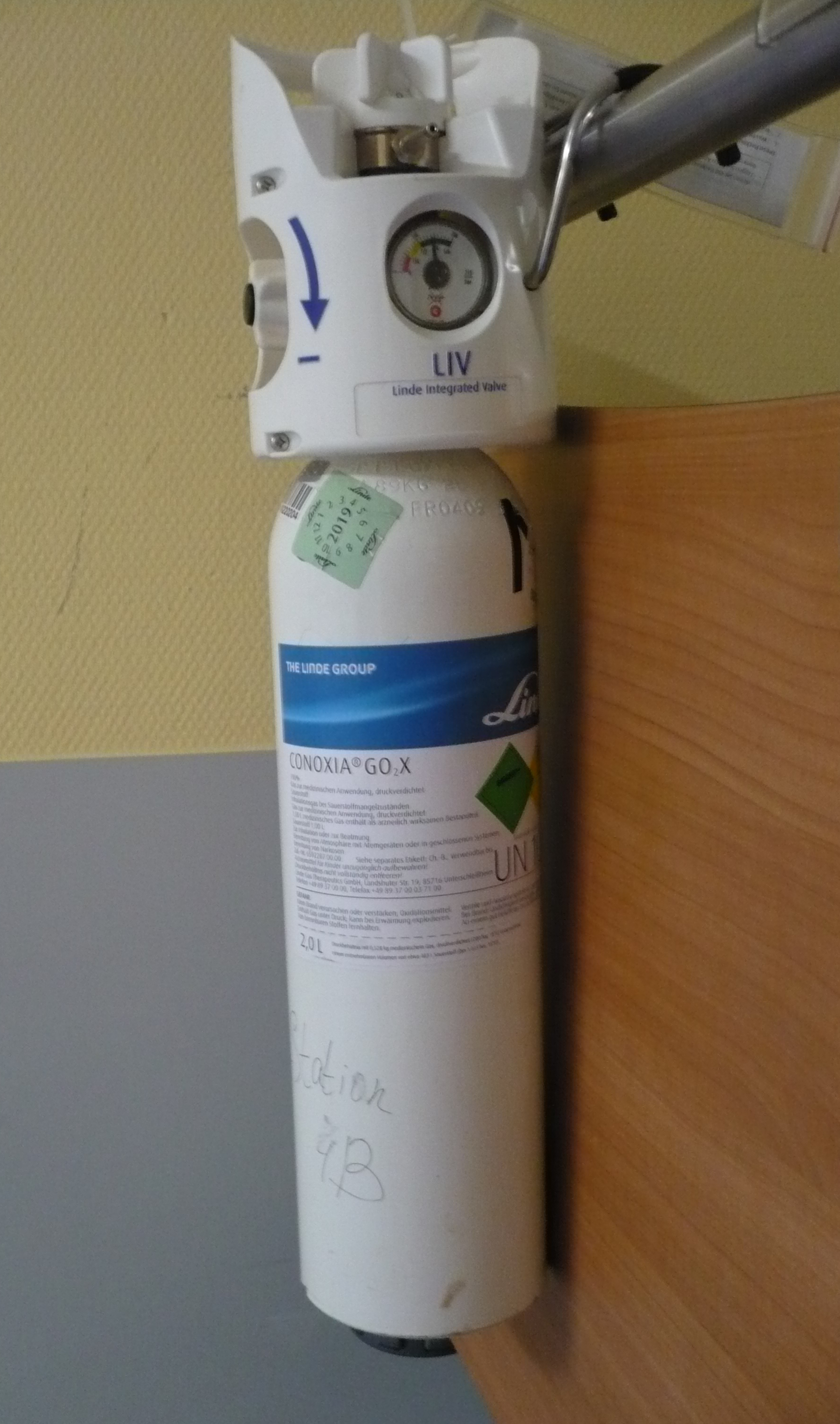
Eine moderne Aluminium-2-Liter-Sauerstoffflasche (Fülldruck 200 bar) mit integriertem Druckminderer, Mengenbegrenzer, Füllmanometer und Transporthalterung (für Krankenhausbetten)

Die Sauerstoffflasche ist eine mit Sauerstoff befüllte Gasflasche. Der Druck in einer vollen Flasche beträgt üblicherweise 200 bar, jedoch sind auch Systeme mit 300 Bar verfügbar. Sie ist in unterschiedlichen Größen erhältlich, die im Rettungsdienst gebräuchlichsten sind die 2-Liter-, 5-Liter und 10-Liter-Flaschen. Im industriellen Einsatz werden 10-, 20- und 50-Liter-Flaschen verwendet.
Die Flaschenschulter ist in Europa nach EURO-Norm DIN EN 1089-3 sowohl für den technischen als auch für den medizinischen (auch im Gemisch  z. B. mit Helium oder Kohlendioxid) Einsatzbereich weiß zu gestalten, veraltet bzw. übergangsweise auch blau. Zusätzlich sind Gefahrguthinweise anzubringen.

## Inhaltsmenge
Die Menge des Gases in der Flasche lässt sich über die thermische Zustandsgleichung idealer Gase überschläglich berechnen. Demnach ergäbe sich zum Beispiel für eine Sauerstoffflasche mit 2 Litern Füllvolumen bei einem Fülldruck von 200 bar ein Inhalt, der 400 Litern Sauerstoff bei einem Umgebungsdruck von 1 bar entspricht.

## Sicherheit
Gefahr geht vom hohen Gasdruck (200 bar) aus, der bei unsachgemäßer Behandlung zur Explosion der Flasche führen kann (früher wurde die Sauerstoffflasche auch als Sauerstoffbombe bezeichnet). Reiner Sauerstoff wirkt stark brandfördernd, seine Konzentration ist dabei fast 5 mal so hoch wie in Luft. In einer reinen Sauerstoffatmosphäre können daher einige sonst unbrennbare Materialien brennen. Fette können sich in reiner Sauerstoffatmosphäre, insbesondere unter erhöhtem Druck, spontan selbst entzünden, daher ist darauf zu achten, dass die Gewinde des Druckminderers absolut fettfrei gehalten werden.

## Verwendung

### Atemgas

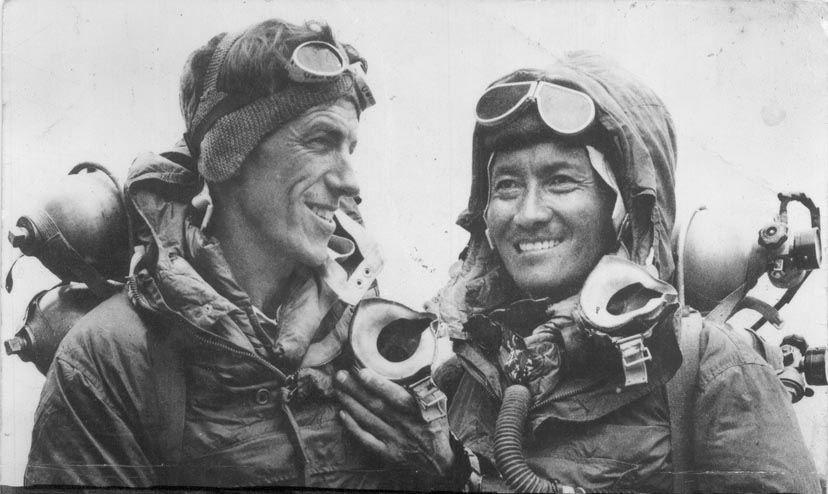
Edmund Hillary und Tenzing Norgay mit Sauerstoffflaschen und -masken

Sauerstoff aus Flaschen wird in der Medizin zur Erleichterung des Atmens bei Patienten mit Respirationsproblemen eingesetzt (siehe Sauerstoff-Langzeittherapie) oder nach einem Rettungseinsatz zur Stabilisierung der Lungen- und Kreislauffunktionen. In diesem Sinne gilt Sauerstoff als Arzneimittel, dessen Einsatz grundsätzlich durch einen Arzt angeordnet werden muss. Eine weitere medizinische Anwendung ist die Akutbehandlung von Cluster-Kopfschmerz. Beim Bergsteigen in extremen Höhen dienen Sauerstoffflaschen als Atmungsunterstützung durch Anreicherung der verdünnten Höhenluft mit Sauerstoff, ebenso bei Höhenflügen mit Flugzeugen ohne Druckkabine, z. B. Segelflugzeugen. 
Zum Atmen unter Wasser ist komprimierter Sauerstoff wegen seiner Toxizität nicht geeignet, hier verwendet man entweder Pressluft oder Helium-Sauerstoff-Mischungen.
Oft wird fälschlicherweise im Zusammenhang mit dem Gerätetauchen von Sauerstoffflaschen gesprochen. Taucher verwenden aber meist Druckluftflaschen, wobei Luft nur einen Sauerstoffgehalt von 21 % besitzt. Die Atmung von reinem Sauerstoff wäre ab einer Tauch-Tiefe von mehr als sechs Meter toxisch, da ab dieser Tiefe der Partialdruck von Sauerstoff über der kritischen Grenze von 1,6 bar liegen würde. Die Folge wäre eine Sauerstoffvergiftung.

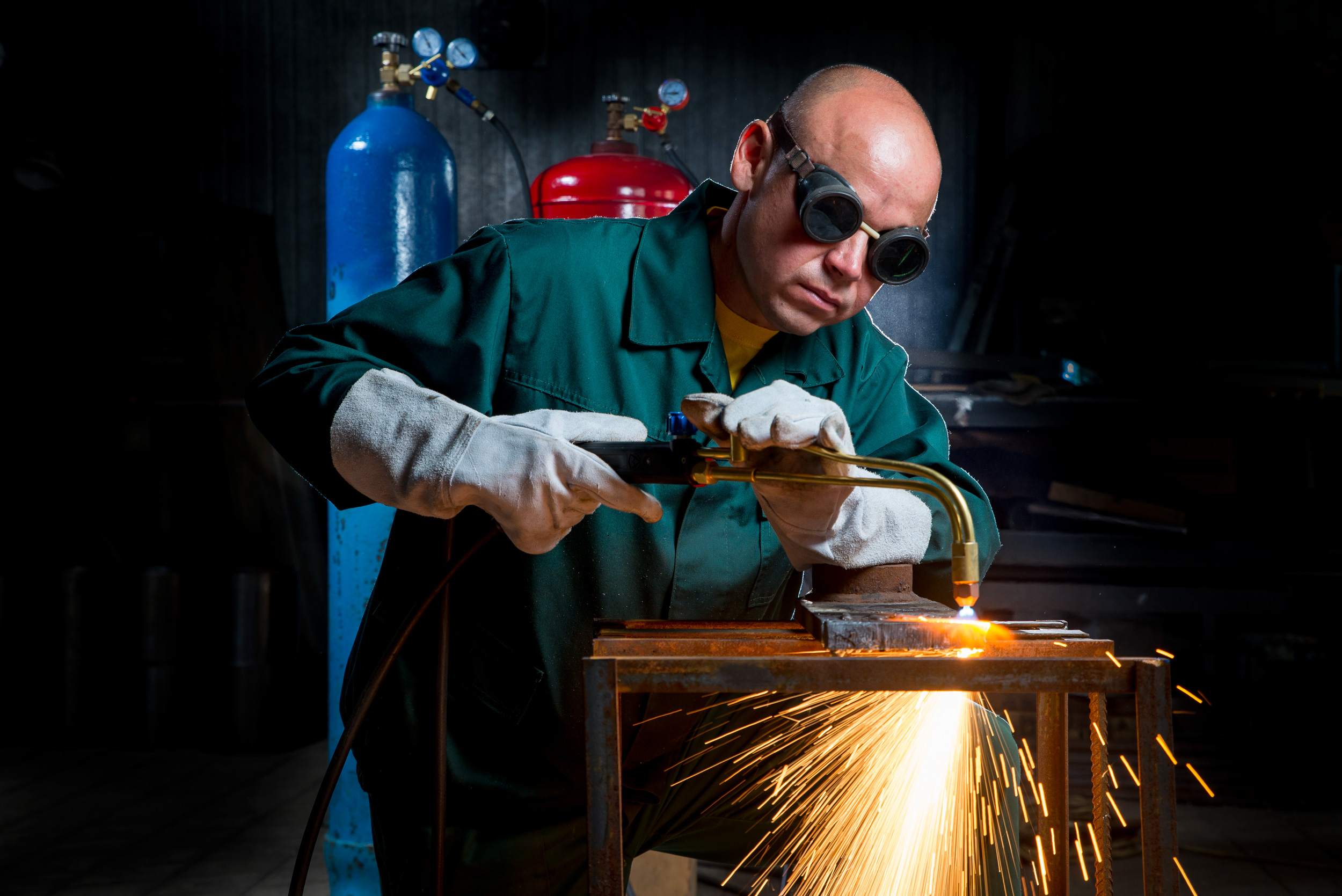
Autogenes Brennschneiden

### Technische Einsatzgebiete
- Autogenschweißen
- Sauerstofflanze

## Weitere Ausführung
Ferner existiert eine nach L. W. Winkler benannte Winklerflasche aus Glas. Sie dient der Bestimmung des im Wasser gelösten Sauerstoffs. Hauptartikel: Oxymetrie